# ABC 1600
L'ABC 1600 è un personal computer della Luxor introdotto nel 1985.
Questo computer fu l'ultimo tentativo da parte di Luxor di riconquistare il mercato svedese, già dominato dal IBM PC. Non furono prodotti più di 500 esemplari.
Il modello era costruito attorno alla CPU Motorola 68008, ha 1 MB di memoria e come sistema operativo era stato creato l'ABCenix, un sistema simil-Unix sviluppato a partire da DNIX. L'ABC 1600 ha grafica monocromatica con risoluzione del display di 1024×768 pixel, una enormità per l'epoca, e a computer acceso il display poteva essere ruotato di 90 gradi, dipendentemente se si voleva lavorare con formato in modalità verticale (portrait), con 80×73 caratteri, o orizzontale (landscape), con 80×25 caratteri. Il disco fisso poteva contenere 13 MB e il drive floppy da 5 1/4 pollici per dischi da 640 KB.
Il computer fu messo in vendita con lo slogan "Who needs IBM compatibility?" ("Chi ha bisogno della compatibilità IBM?") a indicare la diversità di questi sistemi rispetto ai PC IBM. Le vendite non andarono bene: solo 400 macchine furono vendute, risultando in un fallimento commerciale che portò alla chiusura del ramo aziendale che produceva computer.